# Kagalana tonde
Kagalana tonde là một loài chân đều trong họ Cirolanidae. Loài này được Bruce miêu tả khoa học năm 2008.